# Kołpaczek ostrowierzchołkowy

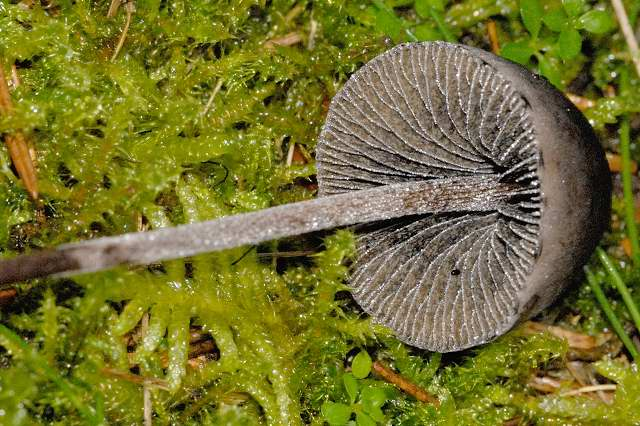

Kołpaczek ostrowierzchołkowy (Panaeolus acuminatus (Schaeff.) Quél.) – gatunek grzybów należący do rzędu pieczarkowców (Agaricales).

## Systematyka i nazewnictwo
Pozycja w klasyfikacji według Index Fungorum: Panaeolus, Incertae sedis, Agaricales, Agaricomycetidae, Agaricomycetes, Agaricomycotina, Basidiomycota, Fungi.
Po raz pierwszy opisał go Jacob Christian Schaeffer (jako Agaricus acuminatus) w czwartym tomie „Fungorum qui in Bavaria et Palatinatu” z 1774 r. Do rodzaju Panaeolus przeniósł go Lucien Quélet w „Hyménomycètes” z 1887 r.
Niektóre synonimy naukowe:

- Agaricus acuminatus Schaeff. 1774
- Agaricus caliginosus Jungh. 1830
- Agaricus carbonarius Batsch 1783
- Coprinarius acuminatus (Schaeff.) Quél. 1886
- Coprinarius caliginosus (Jungh.) Quél. 1886
- Panaeolus caliginosus (Jungh.) Gillet 1878
- Stropharia acuminata (Scop.) Murrill 1922

Nazwę polską podał Władysław Wojewoda w 2003 r., Stanisław Domański w 1955 r. opisywał ten gatunek pod nazwą kołpaczek stożkowaty.

## Morfologia
Kapelusz
O pokroju stożkowatym, parabolicznym lub dzwonkowatym, średnicy 1–3 (do 4) cm, barwy ciemnoczerwono-brązowej lub czarno-brązowej, czasami szaro-brązowawej, higrofaniczny, blaknący. Pokryty suchą, nagą, komórkową skórką bez pozostałości osłony.
Hymenofor
Blaszkowy, blaszki przyrośnięte do trzonu, o regularnej tramie, u dojrzałych owocników czarniawe, niejednolicie zabarwione, plamiste z powodu niejednoczesnego dojrzewania zarodników.
Trzon
Barwy czerwono-brązowej lub czarno-brązowej, często długi, cienki i prosty, na powierzchni białawo oszroniony
Zarodniki
Silnie spłaszczone, o wymiarach 13–15 × 9–11 × 7–8 μm i gładkiej powierzchni, z porą rostkową. Wysyp zarodników czarny.

## Występowanie i siedlisko
Opisano występowanie w Ameryce Północnej, Europie, Afryce i Australii. W piśmiennictwie naukowym na terenie Polski opisano liczne jego stanowiska.
Grzyb naziemny, saprotrof. Rozwija się na nawożonych odchodami glebach, na polach, pastwiskach i przydrożach, niekiedy także w lasach. Owocnikowanie trwa od maja do października, owocniki wyrastają przeważnie pojedynczo.